# رزالیندا چلنتانو
رزالیندا چلنتانو (ایتالیایی: Rosalinda Celentano؛ زادهٔ ۱۵ ژوئیهٔ ۱۹۶۸) بازیگر اهل ایتالیا است.
از فیلم‌ها یا برنامه‌های تلویزیونی که وی در آن نقش داشته‌است، می‌توان به مصائب مسیح  و گناه و شرم اشاره کرد.